# 上杉允彦
上杉 允彦（うえすぎ みつひこ、1938年 - ）は、日本の歴史学者。高千穂大学教養部教授。専攻分野は、近代日本の日本・アジア関係、日本の植民地支配と民族問題。元早稲田ゼミナール日本史科講師。元代々木ゼミナール日本史科講師。

## 著作
- （立川市史編纂委員会）『立川市史研究第1-6冊』（立川市史編纂委員会、1965～1967年）
- （北島正元）『幕藩制国家成立過程の研究』（吉川弘文館、1978年）
- 「近世村落論 - 近世村落と『自治』」 日本歴史学会 『日本史研究の新視点』 （吉川弘文館、1986年）
- （野呂肖生）『短期完成 日本史論述問題の解き方』（山川出版社、1988年)
- （小島庸和・謝清宏）『華僑社会と経済活動の研究』 （高千穂商科大学総合研究所、2000年）
- （松丸修三・平松茂実）『現代東アジアの社会開発と儒教』 （高千穂大学総合研究所、2003年）

ほか『高千穂論叢』に紀要論文多数。